# Manduca dilucida
Manduca dilucida is een vlinder uit de familie van de pijlstaarten (Sphingidae). De wetenschappelijke naam van de soort werd in 1887 gepubliceerd door William Henry Edwards.